# Podatkovna zbirka
Podatkovna zbirka, tudi podatkovna baza je sklop zbirke dokumentov, medsebojnih sklicevanj na dokumente in sistema za razvrščanje, iskanje in urejanje podatkov v zbirki. Podatkovna zbirka je torej tudi klasična knjižnica, a v vsakdanjem pogovoru zbirka pomeni računalniški sistem za hrambo podatkov.
Podatkovne zbirke so se pojavile zaradi potrebe po hitrem dostopu do informacij, saj hramba podatkov iz preteklosti omogoča premišljeno odločanje o prihodnosti. S takšnim namenom so oblastniki gradili knjižnice in tak namen vodi današnja podjetja, da ustvarjajo zbirke podatkov o povpraševanju, strankah, vremenskih razmerah in sploh vsem, kar ima možnost vpliva na bodoče poslovanje.

## Podatkovna revolucija
Eden izmed možnih načinov zapisovanja in shranjevanja podatkov je računalniško podprto shranjevanje - uporaba podatkovnega sistema.
Prednosti:
- shranjevanje velikih količin podatkov s hitrim dostopom,
- hiter in natančen prenos podatkov,
- hitre in natančne obdelave ter preoblikovanje podatkov.
- je zelo uporabno v praksi

## Definicije
- Podatkovna zbirka je posplošena združena zbirka podatkov skupaj z njenim opisom, ki jo uporabljamo tako, da zmore zadostiti vsem različnim potrebam uporabnikov.
- Je zbirka shranjenih delovnih podatkov, ki jih uporabljajo podsistemi opazovane organizacijske enote.
- Je zbirka med seboj povezanih podatkov o organiziranem delovno zaključenem sistemu (angl. enterprise), ki so namenjeni različnim uporabnikom.
- Je zbirka povezanih podatkov, pri čemer so podatki dejstva, ki jih lahko zabeležimo in imajo nedvoumen pomen.
- Je mehanizirana, večuporabniško formalno definirana in centralno nadzirana zbirka podatkov.
- Je zbirka med seboj pomensko povezanih podatkov, ki so shranjeni v računalniškem sistemu, dostop do njih je centraliziran in omogočen s pomočjo sistema za upravljanje s podatkovno zbirko.

## Zgradba
Podaktovno zbirko ločimo na dva dela in sicer :
- Metapodatkovno zbirko

Metapodatkovna zbirka shranjuje opise fizičnih podatkov, in sicer, kje se le-ti nahajajo v zunanjem pomnilniku, kaj pomenijo, ter katerim uporabnikom so dostopni.
- Fizično podatkovno zbirko

Tukaj so shranjene fizične vrednosti podatkovnih elementov, ki se nanašajo na lastnosti opazovanih objektov.

## Vrste podatkovnih zbirk
Poznamo več vrst podatkovnih zbirk, vsaka služi svojemu namenu. Nekatere (npr Mrežne in Hierarhične) danes niso več v uporabi, druge (npr. Objektne) se uporabljajo samo v posebne namene. Podatkovne zbirke lahko torej razdelimo na:
- Hierarhične
- Mrežne
- Relacijske
- Objektne

Večina današnjih podatkovnih zbirk spada pod relacijski tip.